# Guy Davis
Guy Davis (1966) es un escritor e ilustrador de novelas gráficas  conocido principalmente por su trabajo en Sandman Mystery Theatre y varios relatos de Hellboy. Ha trabajado en varios libros de White Wolf, Inc., y entre sus propios trabajos destacan The Nevermen y The Marquis. 

## Biografía

### Carrera
Guy Davis empezó ilustrando tiras en un periódico local de su ciudad mientras estaba estudiando en el colegio. Una vez graduado, siguió trabajando en su carrera dentro del mundo de los cómics, creando en 1984 la irónica Quonto Cuerpo de la Estrella para el pequeño Fantastic Fanzine. Quonto no fue un éxito, pero el fanzine, que acabaría convirtiéndose en Arrow Comics, le llevó a trabajar en la serie de cómics The Realm. Después de unos años en Arrow, Davis trabajó conjuntamente con los editores de Caliber Press, que publicaron su primera creación (Baker Street), la cual fue nominada a los Premios Harvey.
Gracias al éxito de Baker Street pudo trabajar para DC Comics/Vertigo. Ilustró Sandman Mystery Theatre con Matt Wagner y Steve Seagle. Desde entonces, trabajó para Marvel Comics ilustrando Deadline, y creando diseños para la novela gráfica piloto The Amazing Screw-On Head de Mike Mignola
También creó numerosas ilustraciones de White Wolf (juego de rol). 
Davis continuó ilustrando para Mike Mignola en la serie gráfica B.P.R.D., The Zombies That Ate The World para Métal Hurlant, y como creador de series propias como The Marquis.

### Vida personal
Guy Davis reside en Míchigan, con su novia Rosemary Van Deuren (pintora y escultora)

## Premios
Ganó el Eisner Award en 1997, "Best Serialized Story" por "Sand and Stars" (Starman #20-23) con James Robinson, Tony Harris y Wade von Grawbadge. En 2004 ganó el "Best Limited Series," por Fantastic Four: Unstable Molecules con James Sturm.